# 庄内神楽

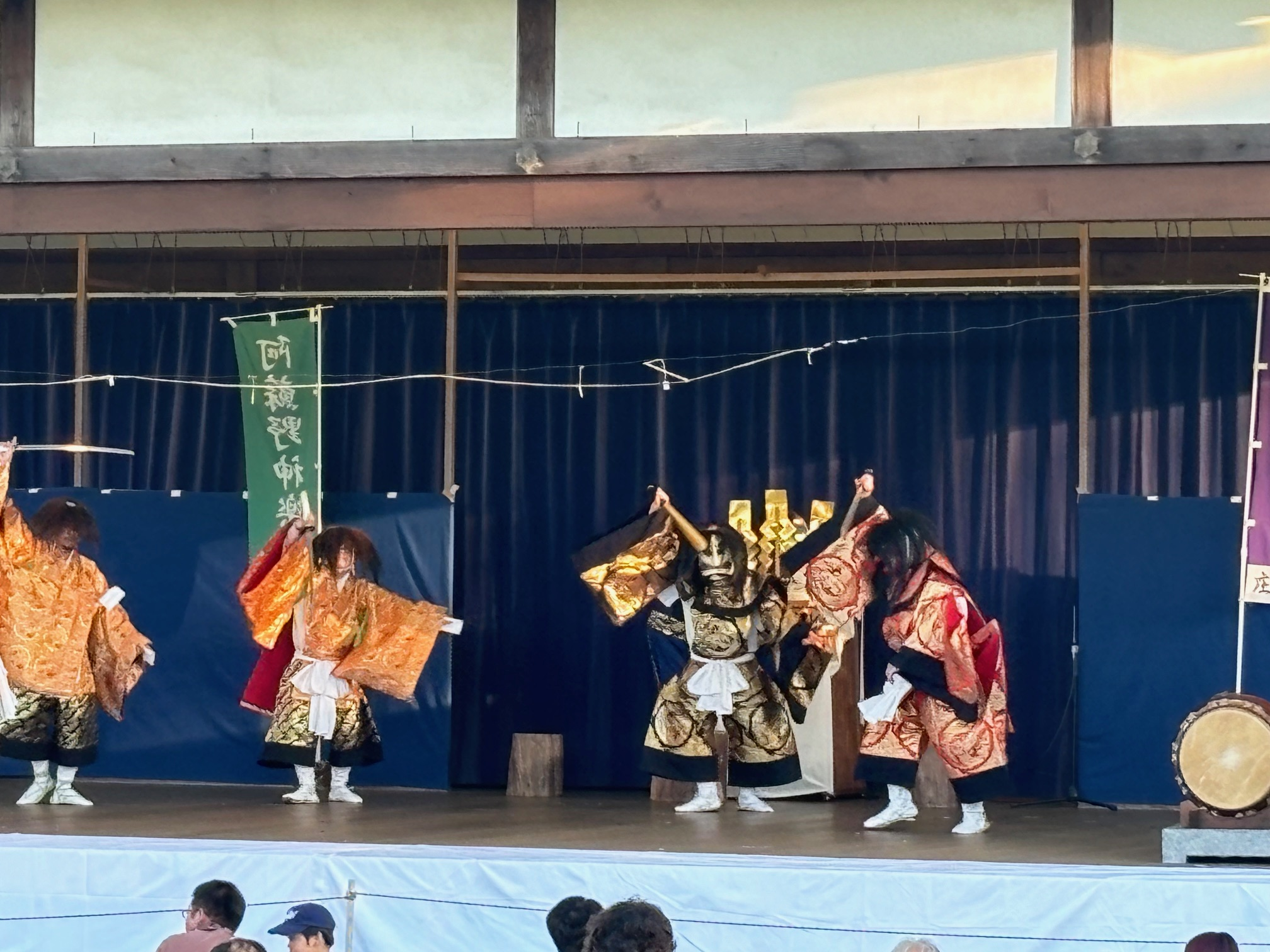
庄内神楽の公演

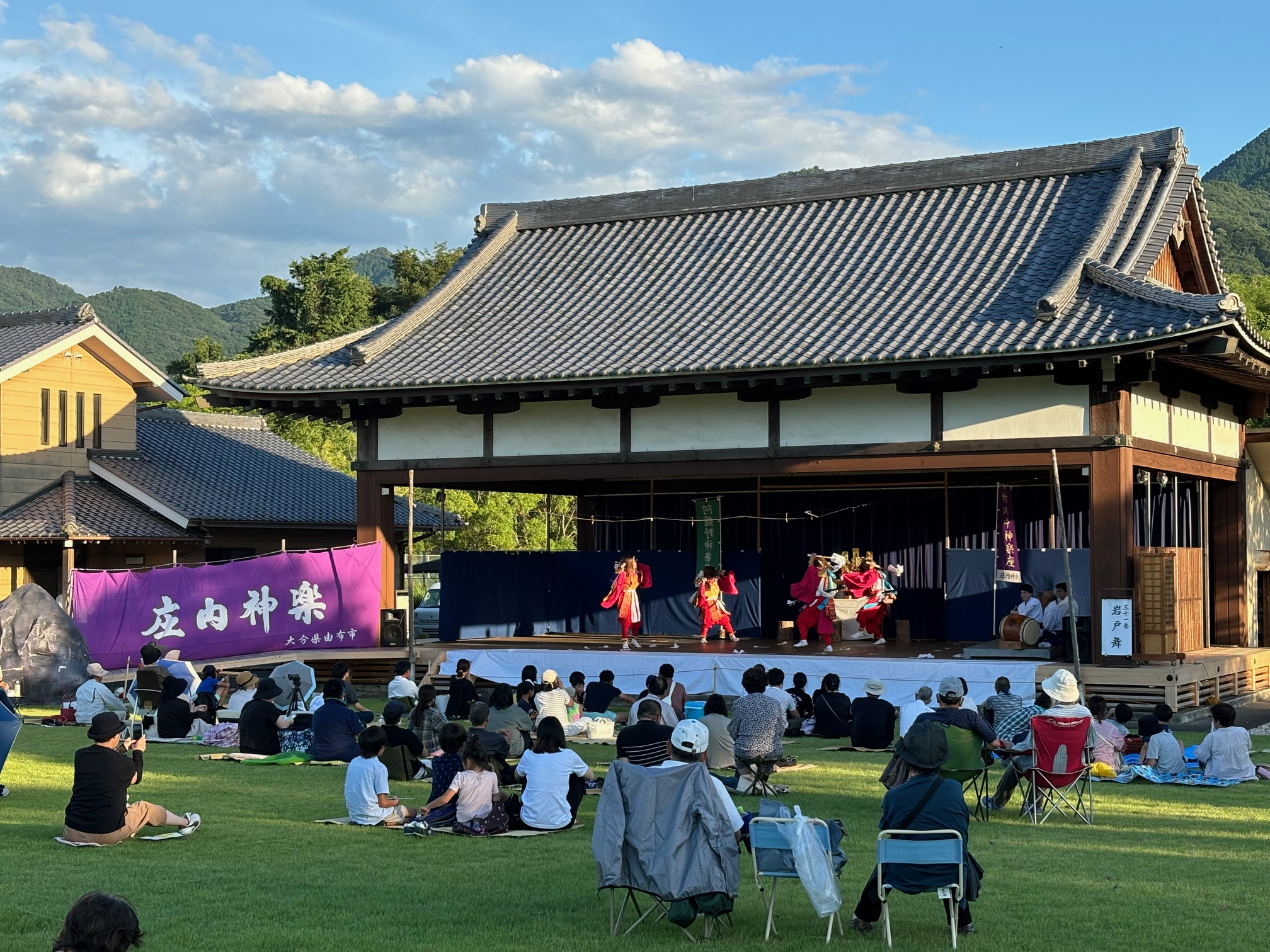
庄内総合運動公園内の神楽殿

庄内神楽（しょうないかぐら）は、大分県由布市庄内地域（旧大分郡庄内町）に伝わる神楽の総称。由布市指定無形民俗文化財。おおいた遺産。
神楽は大分県を代表する民俗芸能とされる。安永7年（1778年）には庄内地域で社家衆団による神楽の奉納が行われたという記録があるが、現在の形として始められたのは明治初期からであり、豊後神楽発祥の地から伝承されて一般の氏子などによる同好会的な神楽舞集団が組織されたといわれる。五穀豊穣を祈り、豊作に感謝して神社に奉納したことに始まる。
5月から10月の第3土曜、由布市庄内町にある庄内総合運動公園の神楽殿において各神楽座の持ち回りによる定期公演が行われている。

## 歴史

### 庄内神楽の発祥

#### 庄内地区系
娯楽が少なかった時代、祭礼において神楽・獅子舞・相撲などが行われた。明治時代初期、大分郡庄内町高津の佐藤菊太郎が大野郡大野町の犬山神楽を伝授され、神楽座を結成したのが庄内地区系神楽の先駆けである。上津八幡社の犬山神楽を佐藤に伝授したのは野村由蔵、甲斐富吉、足立松三郎の3人である。大正時代から昭和初期に始まった神楽座も多いが、各神楽座に関する文献資料は乏しい。

#### 阿蘇野地区系
阿蘇野地区系の2の神楽座は、いずれも大野郡朝地町の深山流神楽に起源を持つ。阿蘇野神社の神楽座は江戸時代末期頃に結成されたといわれる。直入中臣神社の神楽座は1873年（明治6年）に深山流神楽の指導を受けたといわれる。

### 近年の動向

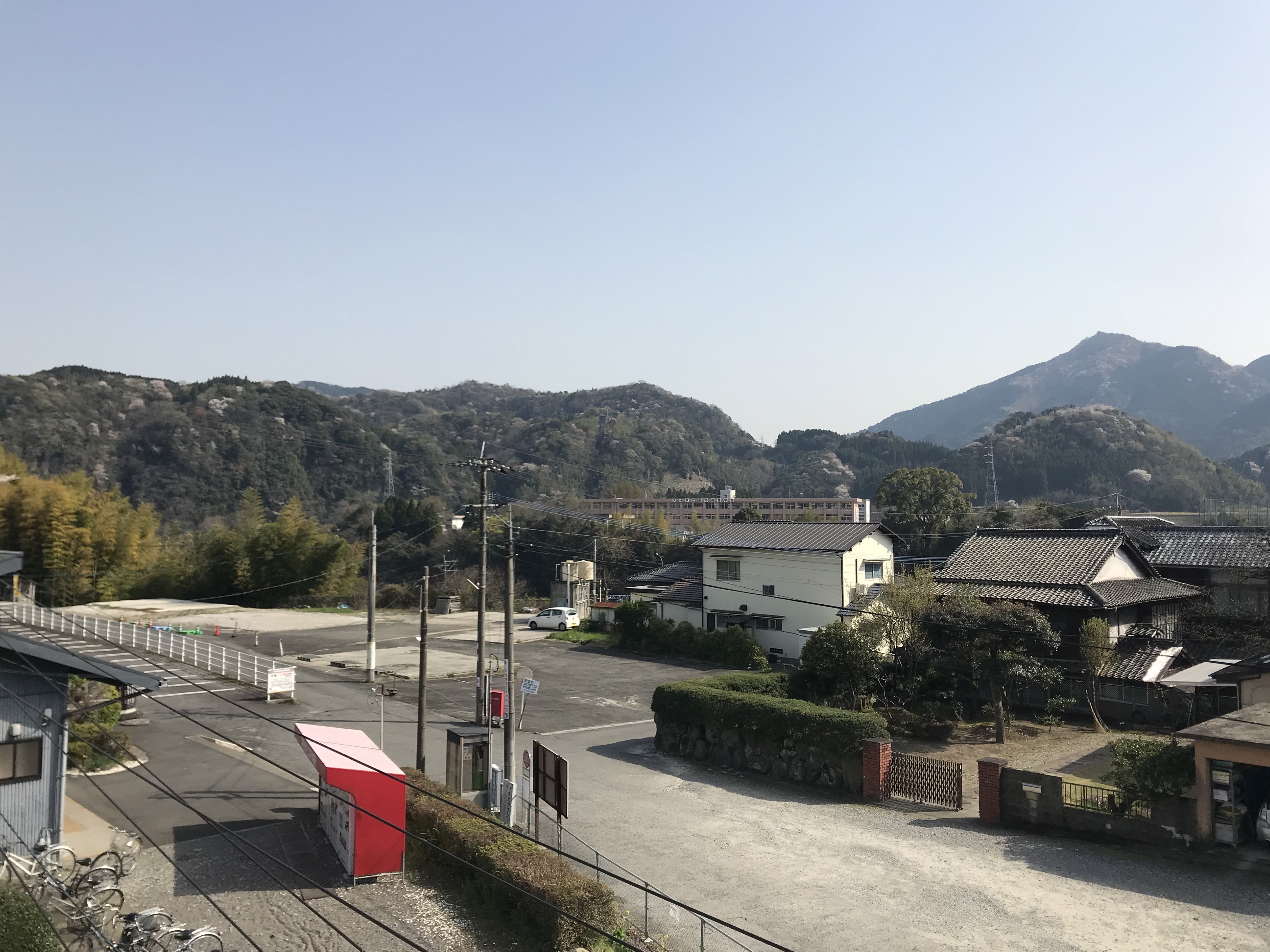
郷土芸能部がある大分県立由布高等学校

1981年（昭和56年）には庄内ふるさと祭りが初開催され、その一貫として第9回から庄内神楽祭りが行われるようになった。第9回から第13回までは、子供神楽を含めて12座が出演し、第14回からは大分県立碩南高等学校郷土芸能部が参加して13座の出演となった。
1997年（平成9年）には神楽座のひとつである雲取神楽座がオーストラリア公演を行い、雲取神楽座はジャズ神楽を創始するなど、それぞれの神楽座の活動は多岐に渡っている。1997年（平成9年）には大分市稙田地区を拠点として、庄内神楽系の大分神楽社が発足した。
1988年（昭和63年）から1989年（平成元年）に行われたふるさと創生事業においては、庄内町は交付された1億円のうち3500万円を事業費として、庄内町総合運動公園内に神楽殿式の多目的野外ステージを建設した。1980年代から大分県では一村一品運動が行われていたが、1990年代には一村一文化事業も行われるようになり、1991年（平成3年）には庄内神楽も対象事業に指定された。
2007年（平成19年）6月29日、「庄内神楽」として由布市無形民俗文化財に指定された。2008年（平成20年）、大分合同新聞社が主催するおおいた遺産に認定された。

## 演目

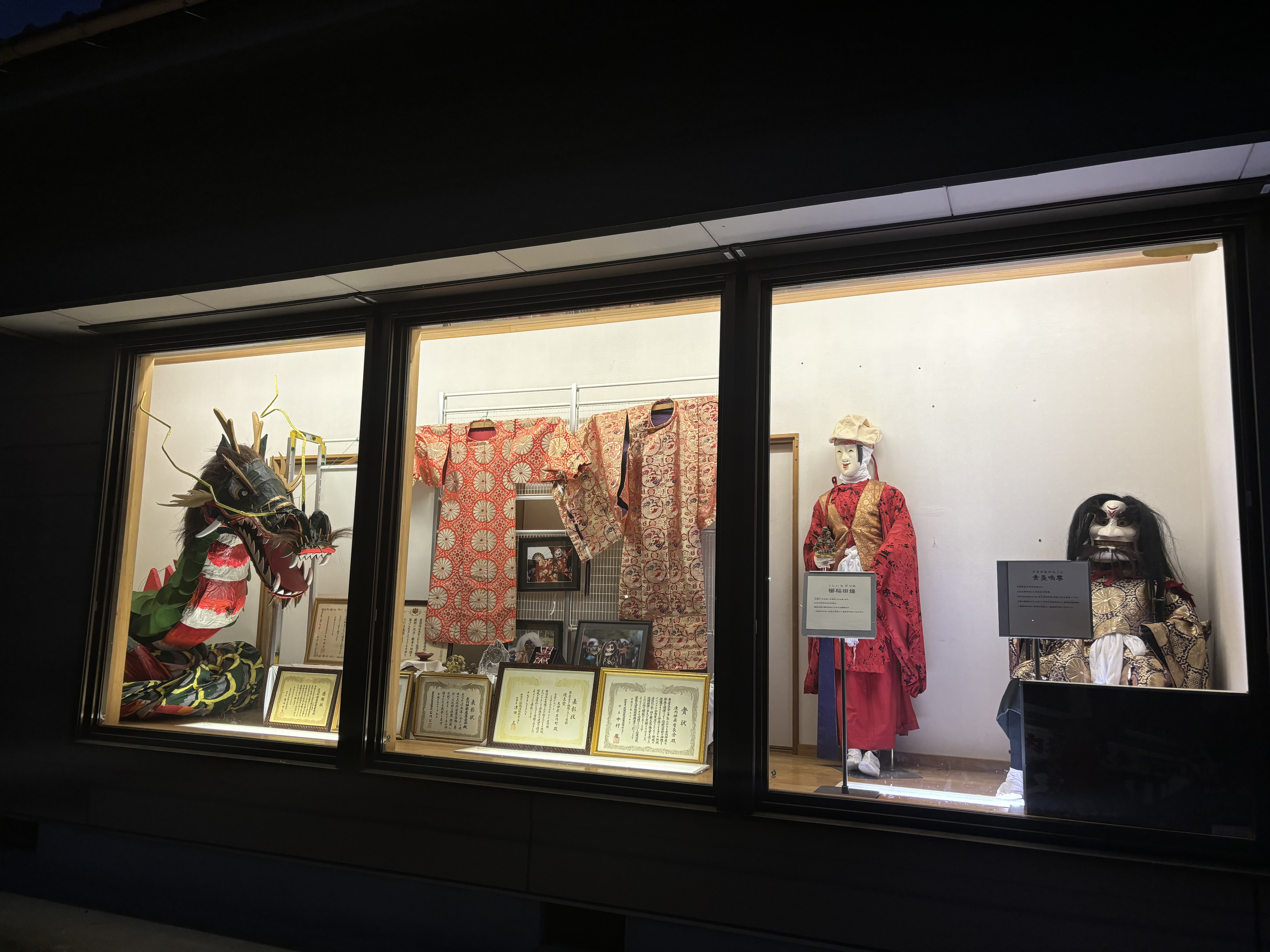
展示されている衣装など

- 五方礼始（ごほうれいし）[2]
- 日割（ひわり）[2]
- 国司（くにつかさ）[2]
- 大蛇退治（おろちたいじ）[2]
- 戸開き（とびらき）[2]

## 神楽座

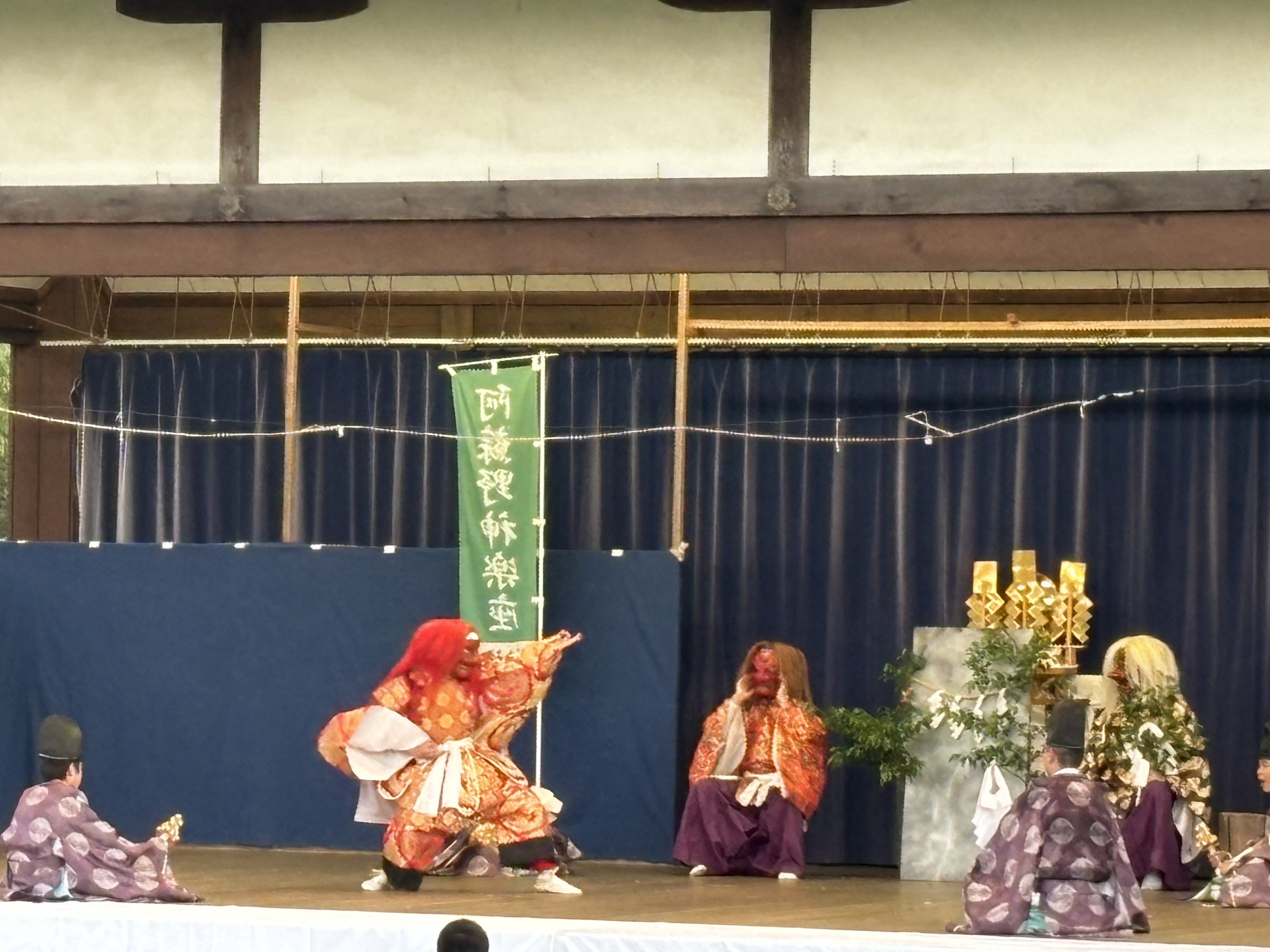
阿蘇野神楽座

庄内神楽には12の神楽座と庄内神楽有志会の13団体がある。
- 阿蘇野神楽座（深山流） - 明治初期に大野郡大野町の深山流神楽が伝授されて発足した[11]。活動拠点は庄内町阿蘇野の阿蘇野神社[11]。
- 櫟木神楽座（犬山流） - 1977年（昭和52年）に発足した[11]。年6回の頻度で大分市の春日神社に奉納している[11]。活動拠点は庄内町檪木の杜神社[11]。
- 大龍神楽座（犬山流） - 1985年（昭和60年）秋に発足した[11]。2012年（平成24年）7月には宮城県登米市の登米市民俗芸能大会に特別出演した[11]。活動拠点は庄内町大龍の稲荷神社[11]。
- 小野屋神楽座（犬山流） - 1968年（昭和43年）に発足した[11]。「大蛇退治」には庄内神楽としては最多の4頭の大蛇が登場する[11]。活動拠点は庄内町小野屋地区の天神社[11]。
- 雲取神楽座（犬山流） - 1927年（昭和2年）に高津神楽の佐藤菊太郎から伝授されて発足した[11]。1997年（平成9年）にはオーストラリア公演、2000年（平成12年）には目黒公会堂公演、2004年（平成16年）には国民文化祭福岡大会公演を行った[11]。また、ジャズ神楽を創作するなど独創的な活動を行っている[11]。活動拠点は庄内町雲取の天満社[11]。
- 庄内子供神楽座（犬山流） - 1976年（昭和51年）3月に発足し、座員は庄内町の小中学生からなる[11]。地域の祭礼やイベントなど多数の企画に出演している[11]。大分県神楽大会、こども神楽フェスティバル、全国こども民族芸能大会などに参加したこともある[11]。活動拠点は庄内町庄内原地区の原村神社[11]。
- 庄内原神楽座（犬山流） - 1927年（昭和2年）、昭和天皇御大典を記念して小原神楽座として発足し、1976年（昭和51年）に庄内原神楽座となった[11]。国民文化祭の神楽フェスティバル、南九州神楽まつり、大分県神楽大会などに参加したことがある[11]。活動拠点は庄内町庄内原地区の原村神社[11]。
- 竹の中神楽座（犬山流） - 1902年（明治35年）に発足した[11]。活動拠点は庄内町大津留地区[11]。
- 中臣神楽座（深山流） - 1873年（明治6年）に大野郡大野町の深山流神楽が伝授されて発足した[11]。天明7年（1789年）1月11日付の巻物を受け継いでいる[11]。活動拠点は庄内町阿蘇野地区の直入中臣神社[11]。
- 平石神楽座（犬山流） - 1975年（昭和50年）9月に高津神楽の長尾東から伝授されて発足した[11]。活動拠点は庄内町平石地区の諏訪神社[11]。
- みの草神楽保存会（犬山流） - 1987年（昭和62年）に発足した[11]。活動拠点は庄内町西蓑草。
- 瓜生田神楽座（犬山流） -1914年（大正3年）に高津神楽の佐藤菊太郎から伝授されて発足した[11]。活動拠点は庄内町柿原の柿原神社や瓜生田山神社[11]。

## 道具
楽器は太鼓（大太鼓、小太鼓）、横笛、銅拍子が使われている。